# زهانغ كسيوي
زهانغ كسيوي (بالصينية: 张修维) (13 مارس 1996 بداتشو في الصين - ) هو لاعب كرة قدم صيني في مركز الوسط. لعب مع أولمبيك ليون.

## روابط خارجية
- زهانغ كسيوي على موقع قاعدة بيانات كرة القدم.إي يو (الإنجليزية)
- زهانغ كسيوي على موقع ناشيونال فوتبول تيمز (الإنجليزية)
- زهانغ كسيوي على موقع Soccerway.com (الإنجليزية)